# 刁玄
刁玄（?—?），三国东吴官员，丹杨（今安徽当涂）人，孙亮时侍中。
谢景、范慎、刁玄、羊衜等都是孙权太子孙登的宾客，当时东宫号为多士。刁玄任五官中郎将。孙亮时，刁玄为侍中。孙亮路过西苑，正在吃生梅，于是就派黄门宦官到宫中取蜂蜜来浸泡梅子。蜜里有老鼠屎，侍中刁玄、张邠请求把他们下狱查问。孙亮推理黄门所做的。刁玄出使蜀汉时，从蜀汉带回了司马徽和劉廙关于运命和历数的著作，刁玄在江東將这些著作更改作为宣传孙皓统一天下的预言书。